# Campionato mondiale femminile under 17 di calcio 2012
Il Campionato mondiale femminile under 17 di calcio 2012, terza edizione della manifestazione, si è disputato in Azerbaigian dal 22 settembre al 13 ottobre 2012. La Francia ha vinto il titolo per la prima volta, battendo in finale la Corea del Nord dopo i tiri di rigore.

## Stadi
| Città    | Stadio                  | Capacità |
| -------- | ----------------------- | -------- |
| Baku     | Bayil Stadium           | 3 000    |
| Baku     | Dalğa Arena             | 6 700    |
| Baku     | Bakcell Arena           | 10 000   |
| Baku     | Shafa Stadium           | 8 152    |
| Baku     | Stadio Tofiq Bəhramov   | 30 000   |
| Lənkəran | Lənkəran şəhər stadionu | 15 000   |

## Squadre qualificate
| Confederazione                            | Torneo di qualificazione                   | Qualificata/e                |
| ----------------------------------------- | ------------------------------------------ | ---------------------------- |
| AFC (Asia)                                | Campionato asiatico Under-16 2011          | Cina Giappone Corea del Nord |
| CAF (Africa)                              | Coppa delle Nazioni Africane Under-17 2012 | Gambia Ghana Nigeria         |
| CONCACAF (Nord, Centro America & Caraibi) | Campionato nordamericano Under-17 2012     | Canada Messico Stati Uniti   |
| CONMEBOL (Sud America)                    | Campionato sudamericano Under-17 2012      | Brasile Colombia Uruguay     |
| OFC (Oceania)                             | Campionato oceaniano Under-17 2012         | Nuova Zelanda                |
| UEFA (Europa)                             | Campionato europeo Under-17 2012           | Francia Germania             |
| Nazione ospitante                         | Nazione ospitante                          | Azerbaigian                  |

## Fase a gironi
Il piazzamento delle squadre viene definito in base ai seguenti criteri:
1. numero di punti ottenuti in tutti gli incontri del girone
2. differenza reti in tutti gli incontri del girone
3. numero di gol segnati in tutti gli incontri del girone

Se, dopo l'applicazione di questi criteri, due o più squadre sono ancora in parità si seguono questi criteri:
1. numero di punti ottenuti negli scontri diretti
2. differenza reti negli scontri diretti
3. numero di gol segnati negli scontri diretti
4. sorteggio

Le prime due classificate di ogni girone si qualificano ai quarti di finale.

### Gruppo A
| Pos. | Squadra     | Pt | G | V | N | P | GF | GS | DR  |
| ---- | ----------- | -- | - | - | - | - | -- | -- | --- |
| 1.   | Nigeria     | 7  | 3 | 2 | 1 | 0 | 15 | 1  | +14 |
| 2.   | Canada      | 7  | 3 | 2 | 1 | 0 | 3  | 1  | +2  |
| 3.   | Colombia    | 3  | 3 | 1 | 0 | 2 | 4  | 4  | 0   |
| 4.   | Azerbaigian | 0  | 3 | 0 | 0 | 3 | 0  | 16 | -16 |

| Arbitro: | Kateryna Monzul' |

|            |           |                  |
| Ihezuo 81’ | Marcatori | 63’ Pierre-Louis |

| Arbitro: | Etsuko Fukano |

|  |           |                                             |
|  | Marcatori | 17’, 20’ Castillo 44’ Maldonado 73’ Aguirre |

| Arbitro: | Carina Vitulano |

|  |           |            |
|  | Marcatori | 51’ Clarke |

| Arbitro: | Alondra Arellano |

|  |           |                                                                                    |
|  | Marcatori | 5’, 32’, 37’, 56’, 70’ Ihezuo 8’, 24’ Ayinde 20’, 74’ Biahwo 22’ Yakubu 68’ Bokiri |

| Arbitro: | Claudia Umpierrez |

|               |           |  |
| Sanderson 48’ | Marcatori |  |

| Arbitro: | Cardella Samuels |

|  |           |                                   |
|  | Marcatori | 32’, 75’ Ayinde 80’ (aut.) Duarte |

### Gruppo B
| Pos. | Squadra        | Pt | G | V | N | P | GF | GS | DR  |
| ---- | -------------- | -- | - | - | - | - | -- | -- | --- |
| 1.   | Corea del Nord | 5  | 3 | 1 | 2 | 0 | 13 | 2  | +11 |
| 2.   | Francia        | 5  | 3 | 1 | 2 | 0 | 11 | 3  | +8  |
| 3.   | Stati Uniti    | 5  | 3 | 1 | 2 | 0 | 7  | 1  | +6  |
| 4.   | Gambia         | 0  | 3 | 0 | 0 | 3 | 2  | 27 | -25 |

| Arbitro: | Carina Vitulano |

| |           |  |
| Choe Yun-gyong 18’ Ri Un-sim 19’, 31’ (rig.), 34’ Ri Kyong-hyang 20’, 63’, 77’ Kim Phyong-hwa 44’ Kim So-hyang 68’ Ri Hyang-sim 87’, 90+1’ | Marcatori |  |

| Lənkəran 22 settembre 2012, ore 15:00 UTC+5 | Francia           | 0 – 0 referto | Stati Uniti | Lənkəran şəhər stadionu (8.100 spett.)\| Arbitro: \| Claudia Umpierrez \| |
| Arbitro:                                    | Claudia Umpierrez |               |             |                                                                           |

| Arbitro: | Gillian Martindale |

|           |           |               |
| Diani 60’ | Marcatori | 59’ Ri Un-sim |

| Arbitro: | Etsuko Fukano |

|                                                                           |           |  |
| Green 25’ (rig.), 71’ Munerlyn 46’ Jarju 61’ (aut.) Stanton 83’ Payne 86’ | Marcatori |  |

| Arbitro: | Finau Vulivuli |

|                       |           | |
| Bah 48’ Sissohore 69’ | Marcatori | 11’, 81’ Cousin 25’ (aut.) Sanneh 35’, 78’, 85’ Declercq 53’ Gherbi 71’ Diani 79’ Mbock Bathy 90’ (aut.) Bojang |

| Arbitro: | Katalin Kulcsár |

|            |           |              |
| Jenkins 2’ | Marcatori | 4’ Ri Un-sim |

### Gruppo C
| Pos. | Squadra       | Pt | G | V | N | P | GF | GS | DR  |
| ---- | ------------- | -- | - | - | - | - | -- | -- | --- |
| 1.   | Giappone      | 9  | 3 | 3 | 0 | 0 | 17 | 0  | +17 |
| 2.   | Brasile       | 6  | 3 | 2 | 0 | 1 | 5  | 8  | -3  |
| 3.   | Messico       | 3  | 3 | 1 | 0 | 2 | 1  | 10 | -9  |
| 4.   | Nuova Zelanda | 0  | 3 | 0 | 0 | 3 | 3  | 8  | -5  |

| Arbitro: | Jana Adámková |

|           |           |  |
| Pérez 36’ | Marcatori |  |

| Arbitro: | Katalin Kulcsár |

|  |           |                                             |
|  | Marcatori | 2’, 17’ Masuya 49’, 67’ Narumiya 63’ Sugita |

| Arbitro: | Kateryna Monzul' |

|  |           |            |
|  | Marcatori | 82’ Byanca |

| Arbitro: | Cardella Samuels |

|  |           |                                       |
|  | Marcatori | 60’, 78’ Hasegawa 90+3’ (rig.) Sumida |

| Arbitro: | Morag Pirie |

|                                                                                                   |           |  |
| Shimizu 8’ Narumiya 18’ (rig.) Shiraki 22’, 29’ Inoue 28’, 56’ Sugita 69’ Momiki 79’ Nakamura 86’ | Marcatori |  |

| Arbitro: | Ri Hyang-Ok |

|                                               |           |                                                     |
| Jensen 4’ Ana Clara 45+1’ (aut.) Puketapu 77’ | Marcatori | 10’ Byanca 26’ Brena 35’ (rig.) Andressa 55’ Camila |

### Gruppo D
| Pos. | Squadra  | Pt | G | V | N | P | GF | GS | DR  |
| ---- | -------- | -- | - | - | - | - | -- | -- | --- |
| 1.   | Germania | 7  | 3 | 2 | 1 | 0 | 8  | 4  | +4  |
| 2.   | Ghana    | 6  | 3 | 2 | 0 | 1 | 8  | 2  | +6  |
| 3.   | Cina     | 4  | 3 | 1 | 1 | 1 | 5  | 3  | +2  |
| 4.   | Uruguay  | 0  | 3 | 0 | 0 | 3 | 2  | 14 | -12 |

| Arbitro: | Alondra Arellano |

|             |           |                     |
| Ayieyam 80’ | Marcatori | 13’ Beil 19’ Bremer |

| Arbitro: | Morag Pirie |

|  |           |                                                                |
|  | Marcatori | 23’ Tang Jiali (calciatrice) 34’, 41’ Zhang Chen 79’ Lu Yueyun |

| Arbitro: | Ri Hyang-Ok |

|  |           |                                                     |
|  | Marcatori | 8’ Ayieyam 24’, 79’ Okyere 45’ Ahialey 78’ Alhassan |

| Arbitro: | Aissata Amegee |

|                |           |                |
| Miao Siwen 12’ | Marcatori | 90+4’ Kießling |

| Arbitro: | Gillian Martindale |

|                                                         |           |                 |
| Däbritz 14’, 64’ Knaak 48’ Kießling 65’ Beck 80’ (rig.) | Marcatori | 42’, 87’ Badell |

| Arbitro: | Jana Adámková |

|  |           |                  |
|  | Marcatori | 18’, 88’ Ayieyam |

## Fase finale

### Tabellone
|  | Quarti di finale     | Quarti di finale |                   |          | Semifinali                | Semifinali                |  |  | Finale            | Finale |
|  |                      |                  |                   |          |                           |                           |  |  |                   |        |
|  | 4 ottobre - Baku     |                  |                   |          |                           |                           |  |  |                   |        |
|  |                      |                  |                   |          |                           |                           |  |  |                   |        |
|  | Nigeria              | 0 (3)            |                   |          |                           |                           |  |  |                   |        |
|  | Nigeria              | 0 (3)            | 9 ottobre - Baku  |          |                           |                           |  |  |                   |        |
|  | Francia dtr          | 0 (5)            |                   |          |                           |                           |  |  |                   |        |
|  | Francia dtr          | 0 (5)            | Francia           | 2        |                           |                           |  |  |                   |        |
|  | 5 ottobre - Baku     |                  | Francia           | 2        |                           |                           |  |  |                   |        |
|  |                      | Ghana            | 0                 |          |                           |                           |  |  |                   |        |
|  | Giappone             | Ghana            | 0                 | 0        |                           |                           |  |  |                   |        |
|  | Giappone             |                  | 13 ottobre - Baku | 0        |                           |                           |  |  |                   |        |
|  | Ghana                | 1                |                   |          |                           |                           |  |  |                   |        |
|  | Ghana                | 1                | Francia dtr       | 1 (7)    |                           |                           |  |  |                   |        |
|  | 4 ottobre - Baku     |                  | Francia dtr       | 1 (7)    |                           |                           |  |  |                   |        |
|  |                      | Corea del Nord   | 1 (6)             |          |                           |                           |  |  |                   |        |
|  | Corea del Nord       | Corea del Nord   | 1 (6)             | 2        |                           |                           |  |  |                   |        |
|  | Corea del Nord       | 9 ottobre - Baku |                   | 2        |                           |                           |  |  |                   |        |
|  | Canada               | 1                |                   |          |                           |                           |  |  |                   |        |
|  | Canada               | 1                | Corea del Nord    | 2        | Finale per il terzo posto | Finale per il terzo posto |  |  |                   |        |
|  | 5 ottobre - Lənkəran |                  | Corea del Nord    | 2        | Finale per il terzo posto | Finale per il terzo posto |  |  |                   |        |
|  |                      | Germania         | 1                 |          |                           |                           |  |  |                   |        |
|  | Germania             | Germania         | 1                 | 2        | Ghana                     | 1                         |  |  |                   |        |
|  | Germania             |                  |                   | 2        | Ghana                     | 1                         |  |  |                   |        |
|  | Brasile              | 1                |                   | Germania | 0                         |                           |  |  |                   |        |
|  | Brasile              | 1                |                   |          | 0                         |                           |  |  |                   |        |
|  |                      |                  |                   |          |                           |                           |  |  | 13 ottobre - Baku |        |
|  |                      |                  |                   |          |                           |                           |  |  |                   |        |

### Quarti di finale
| Arbitro: | Morag Pirie |

|                    |           |              |
| Ri Un-sim 78’, 87’ | Marcatori | 90+1’ Prince |

| Arbitro: | Ri Hyang-Ok |

|                               |                      |                                                  |
| Emenayo Nnodim Ofoegbu Biahwo | Tiri di rigore 3 – 5 | Toletti Declercq Mbock Bathy Cascarino Romanelli |

| Arbitro: | Alondra Arellano |

|                         |           |              |
| Däbritz 31’ Knaak 90+2’ | Marcatori | 13’ Djenifer |

| Arbitro: | Kateryna Monzul' |

|  |           |             |
|  | Marcatori | 53’ Sumaila |

### Semifinali
| Arbitro: | Cardella Samuels |

|                |           |  |
| Diani 31’, 89’ | Marcatori |  |

| Arbitro: | Claudia Umpierrez |

|                       |           |           |
| Kim So-hyang 39’, 47’ | Marcatori | 59’ Knaak |

### Finale 3º posto
| Arbitro: | Jana Adámková |

|            |           |  |
| Okyere 38’ | Marcatori |  |

### Finalissima
| Arbitro: | Carina Vitulano |

|                                                                       |                      | |
| Declercq 33’                                                          | Marcatori            | 79’ Ri Un-sim                                                                                        |
| Toletti Declercq Mbock Bathy Romanelli Cascarino Bruneau Carage Diani | Tiri di rigore 7 – 6 | Kim Un-hwa Choe Chung-bok Choe Yun-gyong Kim Hyang-mi Ri Kyong-hyang Ri Un-sim Ri Kum-suk Ri Un-yong |

## Classifica marcatori
| Gol |  |  | Giocatore        | Squadra        |
| --- |  |  | ---------------- | -------------- |
| 8   |  |  | Ri Un-sim        | Corea del Nord |
| 6   |  |  | Chinwendu Ihezuo | Nigeria        |
| 4   |  |  | Halimatu Ayinde  | Nigeria        |
| 4   |  |  | Léa Declercq     | Francia        |
| 4   |  |  | Kadidiatou Diani | Francia        |
| 4   |  |  | Jane Awieyam     | Ghana          |
| 3   |  |  | Yui Narumiya     | Giappone       |
| 3   |  |  | Ri Kyong-hyang   | Corea del Nord |
| 3   |  |  | Priscilla Okyere | Ghana          |
| 3   |  |  | Sara Däbritz     | Germania       |
| 3   |  |  | Kim So-hyang     | Corea del Nord |
| 3   |  |  | Rebecca Knaak    | Germania       |

## Premi
Al termine del torneo sono stati assegnati questi premi:
| Pallone d'oro         | Pallone d'argento | Pallone di bronzo |
| --------------------- | ----------------- | ----------------- |
| Griedge Mbock Bathy   | Ri Hyang-sim      | Yui Hasegawa      |
| Scarpa d'oro          | Scarpa d'argento  | Scarpa di bronzo  |
| Ri Un-sim             | Chinwendu Ihezuo  | Halimatu Ayinde   |
| 8 goal                | 6 goal            | 4 goal            |
| Guanto d'oro          |                   |                   |
| Romane Bruneau        |                   |                   |
| Premio Fair Play FIFA |                   |                   |
| Giappone              |                   |                   |